# Toyooka (Hyogo)
Toyooka (Japans: 豊岡市, Toyooka-shi) is een Japanse stad in de prefectuur Hyogo. Begin 2014 telde de stad 83.243 inwoners.

## Geschiedenis
Op 1 april 1950 werd Toyooka benoemd tot stad (shi). In 2005 werden de gemeenten Kinosaki, Hidaka, Takeno (Kinosaki District) en de gemeenten Izushi en Tanto (Izushi District) toegevoegd aan de stad.

## Partnersteden
- Alicante, Spanje
- Ueda, Japan

Steden:
Aioi · Akashi · Ako · Amagasaki · Asago · Ashiya · Awaji · Himeji · Itami · Kakogawa · Kasai · Kato · Kawanishi · Kobe (hoofdstad) · Miki · Minamiawaji · Nishinomiya · Nishiwaki · Ono · Sanda · Sasayama · Shiso · Sumoto · Takarazuka · Takasago · Tamba · Tatsuno · Toyooka · Yabu

Districten:
Ako · Ibo · Kako · Kanzaki · Kawabe · Mikata · Sayo · Taka
Gemeenten per district